# UNESCO Mittelschule Bürs
Die UNESCO Mittelschule Bürs ist eine UNESCO-Schule, welche die Schulform Mittelschule anbieten.

## Architektur und Gebäude
Seit dem Schuljahr 2013/14 ist die UNESCO-Schule im neuen Gebäude untergebracht.
Es gibt ein eigenes Atelier und im technischen Werkbereich gibt es Arbeitsräume für Holz, Ton und Metall. Die Klassenräume sind mit Computerausstattung und interaktiven Whiteboards ausgestattet. Die ganztägige Betreuung ist durch eine professionelle Küchenausstattung mit Speisesaal gegeben.
Die Mittelschule Bürs gehört dem Netzwerk der ÖKOLOG-Schulen in Österreich an und verpflichtet sich damit zu gewissen ökologisch und nachhaltig orientierten Standards. Möglich war dies durch eine Sanierung, in deren Folge ein Großteil des 1967 errichteten Gebäudes abgerissen und 2013/2014 durch einen Neubau ersetzt wurde. Es erfolgte eine thermische Sanierung nach neuesten Wärmestandards. Die Beheizung erfolgt über Fernwärme. Zusätzlich befindet sich eine Photovoltaikanlage zur Stromerzeugung auf dem Dach.

## Pädagogische Arbeit, Ausstattung und Angebote
Die Schule arbeitet seit dem Schuljahr 1995/96 mit offenen Lernformen, innerer Differenzierung, alternativer Beurteilung durch Pensenbücher und Integration von Kindern mit besonderen Bedürfnissen. Die Pädagogik der Schule ist mit vielen Elementen von Reformpädagogen durchsetzt, die an die Bedürfnisse unserer Zeit angepasst wurden.
Die Arbeitsschwerpunkte der Schule liegen in Neues Schulklima, Frieden, Menschenrechte und Demokratie, Internationalisierung, Neue Medien, Welterbe und Weltkulturerbe.
Ein weiterer Schwerpunkt liegt im Sozialen Lernen durch den wöchentlichen Klassenrat und eine allmorgendliche soziale Eingangsphase.
Der Modellcharakter und die besondere pädagogische Grundhaltung des Schulklimas für Schüler und Lehrer hat dazu geführt, dass die Schule seit 1996 dem weltweiten Netz der UNESCO-Schulen angehört.
Mittags- und Nachmittagsbetreuung sind Bestandteil der ganzheitlichen Bildung.
Seit dem Schuljahr 2008/09 beteiligt sich die Schule am Modell „Neue Vorarlberger Mittelschule“.
Die UNESCO-Mittelschule Bürs hat acht Klassen zwischen der fünften und achten Schulstufe mit 170 Schülern (Stand: 2020/21).

## Auszeichnungen
Im Jahr 2007 wurde die Schule im Rahmen einer Kooperation der Wiener Zeitung und des Bundesministeriums für Unterricht und Kunst als Schule des Monats Jänner 2007 ausgezeichnet.
Im Jahr 2011 war die Schule für den Österreichischen Schulpreis nominiert.
Im Jahr 2011/2012 wurde die mit dem IV-TEACHER’S AWARD ausgezeichnet.
Die MS Bürs hat im Schuljahr 2016/17 eine Auszeichnung für die Leistungen zur digitalen und informatischen Bildung erhalten.